# Year of No Light
Year of No Light, souvent abrégé YONL, est un groupe français de post-metal, originaire de Bordeaux, en Gironde. À la sortie de son premier album, Nord, Year Of No Light sait tirer ses influences de plusieurs genres, comprenant le post-rock, le sludge, du rock psychédélique sombre ainsi que le shoegaze atmosphérique. Le second album, Ausserwelt, n'est publié qu'en 2010 à la suite d'un changement significatif de la formation en 2008, établissant le groupe en tant que sextuor instrumental, comprenant deux batteurs et trois guitaristes. Ausserwelt voit le son du groupe se développer vers des univers plus proches du black metal et du doom metal tout en conservant une touche de post-rock.

## Historique
Year of No Light est formé en septembre 2001 à Bordeaux par Johan Sébenne, Bertrand Sébenne, Jérôme Alban et Christophe Mora  (Finger Print, Undone, etc.). Depuis sa formation, Year of No Light n'a jamais été la « priorité numéro 1 », mais plutôt un projet parallèle instrumental. Après un an de répétition, Christophe Mora quitte le groupe. Pierre Anouilh lui succède. Un mois plus tard, le groupe joue son premier concert.
Entre 2002 et 2003, ils jouent localement à Bordeaux. En septembre 2003, Julien Perez se joint au groupe dans le rôle de chanteur. Un mois plus tard, la nouvelle formation joue en concert. Mais Year of No Light reste un projet parallèle « actif », du fait que les autres membres se consacrent à leurs groupes respectifs. Le groupe enregistre finalement sa première démo, intitulée Demo 2004, en juin 2004. Après cette sortie, le groupe tourne en Espagne. 
Demo 2004 étant bien accueilli par la presse spécialisée (qui décrit notamment Year of No Light comme « The Cure jouant du sludge »), le groupe travaille sur son premier album en été 2005. En septembre 2005, ils enregistrent Nord avec Serge Morattel à Genève, en Suisse. L'année suivante, Nord est publié, et bien accueilli par la presse spécialisée,,,,. Year of No Light se lance plus souvent en tournée en 2006 et joue au Dour Festival en 2007. La même année, Nord est réédité par le label Crucial Blast, en version CD, et par Cavity Records en version vinyle.
En 2008, Year of No Light tourne en Europe et joue aux prestigieux festival Roadburn et Hellfest. Après plusieurs collaborations avec des groupes comme Nadja ou Fear Falls Burning et quelques splits, ils renvoient leur chanteur. À la fin de l'été, Year of No Light devient un sextuor avec l'album d'un batteur et trois guitariste. Shiran Kaïdine, de Monarch!, et Mathieu Mégemont, d'Aérôflôt, se joignent au groupe respectivement comme troisième guitariste, et second batteur. En septembre 2009, le groupe commence l'enregistrement de l'album Ausserwelt à Bordeaux avec Cyrille Gachet. En avril 2010, après la sortie de Ausserwelt chez Conspiracy Records, Year of No Light tourne en Europe avec le groupe de black metal irlandais Altar of Plagues. Le mois suivant, le groupe participe à la bande son du film de Carl Theodor Dreyer, Vampyr, et le joue pour la première fois en live le 28 mai 2010, au Théâtre Barbey de Bordeaux. En février 2011, Year of No Light joue Vampyr à Tallinn, en Estonie. Les mois suivants, après avoir enregistré leurs nouveaux splits, ils tournent en Europe et jouent deux sets au Roadburn : un gig classique (comme la totalité de l'album Ausserwelt) et Vampyr.
Comme collectif ouvert, Year of No Light collabore avec plusieurs groupes et artistes contemporains. Ils s'associent avec Christian Vialard pour la vidéo Monotone Symphony d'Yves Klein. Elle peut être aperçue au Temps de l’Écoute, à la Villa Arson de Nice, du 24 juin au 30 octobre 2011. À la fin de 2014, Year of No Light se lance dans sa première tournée américaine, avec onze dates. Le groupe de sludge metal Take Over and Destroy ouvre pour eux pendant neuf concerts. La tournée s'achève à New York au Saint Vitus.
Le 12 septembre 2016, le magazine britannique Metal Hammer cite le groupe dans son top 10 des meilleurs groupes de metal français.

## Membres

### Membres actuels
- Jérôme Alban - guitare (depuis 2001)
- Bertrand Sébenne - batterie, percussions, claviers (depuis 2001)
- Johan Sébenne - basse, claviers, électronique (depuis 2001)
- Pierre Anouilh - guitare (depuis 2002)
- Shiran Kaïdine - guitare (depuis 2008)
- Mathieu Mégemont - batterie, claviers, synthétiseur (depuis 2008)

### Anciens membres
- Christophe Mora - guitare (2001–2002) (Finger Print, Undone)
- Julien Perez - chant, claviers (2003–2008) (Metronome Charisma)

## Discographie

### Albums studio
- 2006 : Nord
- 2010 : Ausserwelt
- 2013 : Tocsin
- 2021 : Consolamentum

### Albums live
- 2009 : Live at Roadburn 2008
- 2013 : Vampyr

### Splits, EPs et collaborations
- 2009 : Karysun / Year of No Light
- 2009 : Year of No Light avec Fear Falls Burning et Nadja (split avec Machu Picchu Mother Future)
- 2009 : 3 Way Split (split avec East of the Wall et Rosetta)
- 2012 : s/t (split avec Altar of Plagues)
- 2012 : s/t (split avec Thisquietarmy)
- 2012 : s/t (split avec Mars Red Sky)
- 2013 : s/t (split avec Bagarre Générale)
- 2017 : Covers (split avec Jessica93, reprises de The Stone Roses et Joy Division)

### Démo
- 2004 : Demo 2004 (CDR)

### Musiques de films
- 2010 : Frogtown Movie[15]
- 2010 : Mademoiselle... (bande son originale jouée en live pour l'exposition Rupture mon amour)[16]
- 2010 : Vampyr (bande son originale jouée en live lors de ciné-concerts)[2]
- 2012 : Les Maîtres Fous (bande son originale jouée en live lors d'un ciné-concert)[17]